# The Soft Machine (album)
The Soft Machine je první studiové album britské rockové skupiny The Soft Machine. Jeho nahrávání probíhalo v dubnu 1968 v Record Plant Studios v New Yorku během jejich amerického turné. Album produkovali Chas Chandler a Tom Wilson a vyšlo v prosinci 1968.

## Seznam skladeb
| Pořadí         | Název                        | Autor                                                       | Délka |
| -------------- | ---------------------------- | ----------------------------------------------------------- | ----- |
| 1.             | Hope for Happiness           | Brian Hopper, arr. Robert Wyatt, Mike Ratledge, Kevin Ayers | 4:21  |
| 2.             | Joy of a Toy                 | Ayers, Ratledge                                             | 2:49  |
| 3.             | Hope for Happiness (reprise) | B. Hopper, arr. Wyatt, Ratledge, Ayers                      | 1:38  |
| 4.             | Why Am I So Short?           | Hugh Hopper, Wyatt                                          | 1:39  |
| 5.             | So Boot If At All            | Ratlege, Ayers, Wyatt                                       | 7:25  |
| 6.             | A Certain Kind               | H. Hopper                                                   | 4:11  |
| 7.             | Save Yourself                | Wyatt                                                       | 2:26  |
| 8.             | Priscilla                    | Ayers, Ratledge, Wyatt                                      | 1:03  |
| 9.             | Lullabye Letter              | Ayers                                                       | 4:32  |
| 10.            | We Did It Again              | Ayers                                                       | 3:46  |
| 11.            | Plus Belle qu'une Poubelle   | Ayers                                                       | 1:03  |
| 12.            | Why Are We Sleeping?         | Ayers, Ratledge, Wyatt                                      | 5:30  |
| 13.            | Box 25/4 Lid                 | Ratledge, H. Hopper                                         | 0:49  |
| Celková délka: | Celková délka:               | Celková délka:                                              | 41:30 |

## Obsazení
- Robert Wyatt – bicí, zpěv
- Mike Ratledge – varhany, klavír
- Kevin Ayers – baskytara, zpěv, doprovodný zpěv, klavír
- Hugh Hopper – baskytara
- The Cake – doprovodný zpěv